# San Pedro del Álamo
San Pedro del Álamo är en ort i Mexiko.   Den ligger i kommunen Peñón Blanco och delstaten Durango, i den centrala delen av landet, 800 km nordväst om huvudstaden Mexico City. San Pedro del Álamo ligger 1 763 meter över havet och antalet invånare är 143.
Terrängen runt San Pedro del Álamo är platt åt sydväst, men åt nordost är den kuperad. Runt San Pedro del Álamo är det mycket glesbefolkat, med 5 invånare per kvadratkilometer. Närmaste större samhälle är Peñón Blanco, 7,5 km nordväst om San Pedro del Álamo. Trakten runt San Pedro del Álamo består i huvudsak av gräsmarker.